# Revest-Saint-Martin
Revest-Saint-Martin é uma comuna francesa na região administrativa da Provença-Alpes-Costa Azul, no departamento dos Alpes da Alta Provença. Estende-se por uma área de 7,56 km². Em 2010 a comuna tinha 88 habitantes (densidade: 11,6 hab./km²).